# Apopyllus
Apopyllus is een geslacht van spinnen uit de familie bodemjachtspinnen (Gnaphosidae).

## Soorten
De volgende soorten zijn bij het geslacht ingedeeld:
- Apopyllus huanuco Platnick & Shadab, 1984
- Apopyllus iheringi (Mello-Leitão, 1943)
- Apopyllus isabelae Brescovit & Lise, 1993
- Apopyllus ivieorum Platnick & Shadab, 1984
- Apopyllus malleco Platnick & Shadab, 1984
- Apopyllus now Platnick & Shadab, 1984
- Apopyllus pauper (Mello-Leitão, 1942)
- Apopyllus silvestrii (Simon, 1905)
- Apopyllus suavis (Simon, 1893)